# Schouten-Nijenhuis-Klammer
Die Schouten-Nijenhuis-Klammer ist ein Begriff aus der Differentialgeometrie. Sie bezeichnet ein Typ graduierter Lie-Klammern auf dem Raum der alternierenden Multivektorfelder auf einer differenzierbaren Mannigfaltigkeit. Der Name wird manchmal auch für eine zweite Definition verwendet, die für symmetrische Multivektorfelder gilt.
Sie sind benannt nach Jan Schouten und Albert Nijenhuis.

## Schouten-Nijenhuis-Klammer
Sei {\displaystyle M} eine differenzierbare Mannigfaltigkeit und {\displaystyle [\cdot ,\cdot ]} eine Lie-Klammer. Mit {\displaystyle {\mathfrak {X}}^{k}(M):=\Gamma (\wedge ^{k}TM)} bezeichnen wir den Raum der Schnitte auf {\displaystyle \wedge ^{k}TM} (der k-ten äußeren Potenz über dem Tangentialbündel), das heißt der Raum der alternierenden Multivektorfelder.
Die schief-symmetrischen Schouten-Nijenhuis-Klammer
{\displaystyle [\cdot ,\cdot ]_{S}:{\mathfrak {X}}^{k}(M)\otimes {\mathfrak {X}}^{l}(M)\to {\mathfrak {X}}^{k+l-1}(M)}
ist die eindeutige Erweiterung der Lie-Klammer zu einer gradierten Klammer auf {\displaystyle {\mathfrak {X}}^{k}(M)}. Sie werden wie folgt definiert:
{\displaystyle {\begin{aligned}{}[X_{1}\wedge &\cdots \wedge X_{k},Y_{1}\wedge \cdots \wedge Y_{l}]_{S}\\&:=\sum _{i,j}(-1)^{i+j}[X_{i},Y_{j}]X_{1}\cdots X_{i-}\cdots X_{k}Y_{1}\cdots Y_{j-}\cdots Y_{l}\\&:=\sum _{i,j}(-1)^{i+j}[X_{i},Y_{j}]\wedge X_{1}\wedge \cdots \wedge X_{i-1}\wedge X_{i+1}\wedge \cdots \wedge X_{k}\wedge Y_{1}\wedge \cdots \wedge Y_{j-1}\wedge Y_{j+1}\wedge \cdots \wedge Y_{l}\end{aligned}}}
Die Notation {\displaystyle X_{i-}} bedeutet, dass {\displaystyle X_{i}} fehlt.
Die Schouten-Nijenhuis-Klammern machen die Multivektorfelder zu einer eine Gerstenhaber-Algebra.

## Eigenschaften
Für {\displaystyle X\in {\mathfrak {X}}^{k},Y\in {\mathfrak {X}}^{l},Z\in {\mathfrak {X}}^{n}} gilt:
1. {\displaystyle [X,Y]_{S}=(-1)^{kl}[Y,X]_{S}}
2. {\displaystyle [X,Y\wedge Z]_{S}=[X,Y]_{S}\wedge Z+(-1)^{(k+1)l}Y\wedge [X,Z]_{S}}